# John Garcia

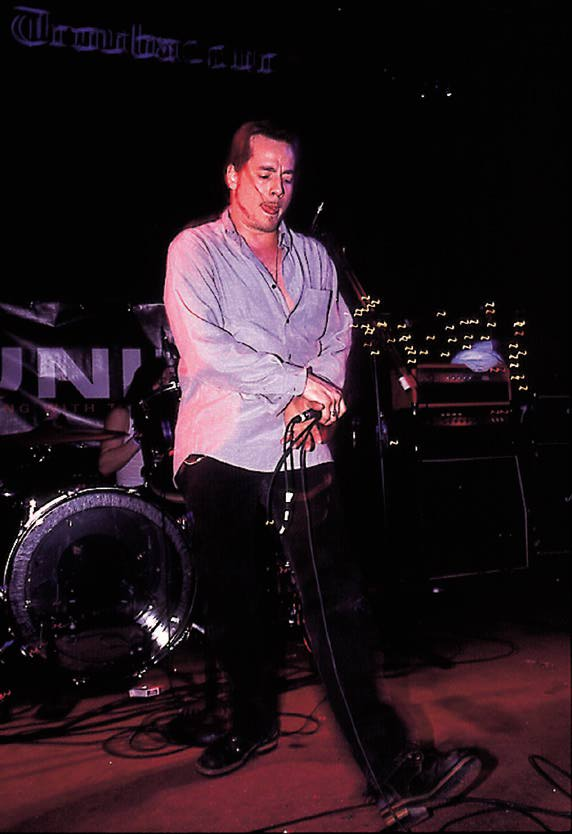
John Garcia, 2000

John Garcia (* 4. September 1970 in San Manuel, Arizona) ist ein US-amerikanischer Rocksänger, der vor allem durch Kyuss berühmt wurde und mit dieser Band Kultstatus erreichte.
Geboren in der Wüste von Arizona, San Manuel, aufgewachsen in Kalifornien, thematisiert er in seinen Songs oft die Weite und Hitze der Wüste.

## Karriere
Nach der Auflösung von Kyuss im Jahr 1995 war er an diversen Projekten beteiligt – 1997 veröffentlichte er „Amusing the Amazing“, wo er als Sänger der Band Slo Burn zu hören ist, was allerdings auch die einzige Veröffentlichung blieb.
Danach war er 1998 mit der Band Unida unterwegs, bei der eine LP (Coping with the Urban Coyote – 1999) und eine Split-LP entstand. Eine zweite richtige LP war bereits in Produktion, wurde aber nie veröffentlicht, da die Industrie sich nicht dafür zu interessieren schien. Ebenfalls 1998 gründete Bassist Dandy Brown mit Garcia die Band Hermano, welche 2002 das erste Album „…Only a Suggestion“ veröffentlichte, nachdem das Material dafür bereits ein bis zwei Jahre herumlag. Zu diesem Zeitpunkt hatte sich die Band eigentlich schon auseinandergelebt, war aber durch die positive Reaktion so überrascht, dass sie ein zweites Album aufnahmen. Sämtliche Proben und Kommunikation im Vorfeld sollen via Internet abgelaufen sein, da die Mitglieder 3000 km voneinander entfernt wohnen. Nachdem sie das Album dann aufnahmen, wurde es 2004 unter dem Titel „Dare I Say“ herausgebracht.
Ebenfalls im Jahr 2004 gewann John Garcia zusammen mit The Crystal Method einen Dance-Award für den Song „Born Too Slow“ (der im Soundtrack von Need for Speed: Underground enthalten ist), wo er den Vocal Part übernahm und bei der Awardshow auch gleich live sang. Weitere kurzfristige Projekte bzw. Gastauftritte waren bei oder mit Karma to Burn und 13.
Anfang 2010 kündigte er an, im Sommer mit einer Setlist von alten Kyuss-Songs unter dem Namen „Garcia Plays Kyuss“ auf Europa-Tour gehen zu wollen, wobei er jedoch als einziges Mitglied der Originalbesetzung live spielen wird. Die Auswahl der Songs können Fans über sein MySpace-Profil mitbestimmen.
Ab 2011 war Garcia mit seiner alten Band Kyuss unter dem Namen Kyuss Lives! unterwegs und spielte im Sommer auch auf europäischen Festivals. Die Tatsache, dass Josh Homme als einziger dem Projekt nicht beitrat und juristisch gegen dieses vorging, verhindert das Auftreten unter dem alten Namen Kyuss sowie Kyuss Lives! und führte schlussendlich zu der Umbenennung in Vista Chino.
Im Juli 2014 veröffentlichte John Garcia sein nach ihm selbst benanntes Solo-Debütalbum.
Am 4. Januar 2019 wurde das Studioalbum "John Garcia And The Band Of Gold" veröffentlicht  Als Produzent fungierte Chris Goss.

## Bands

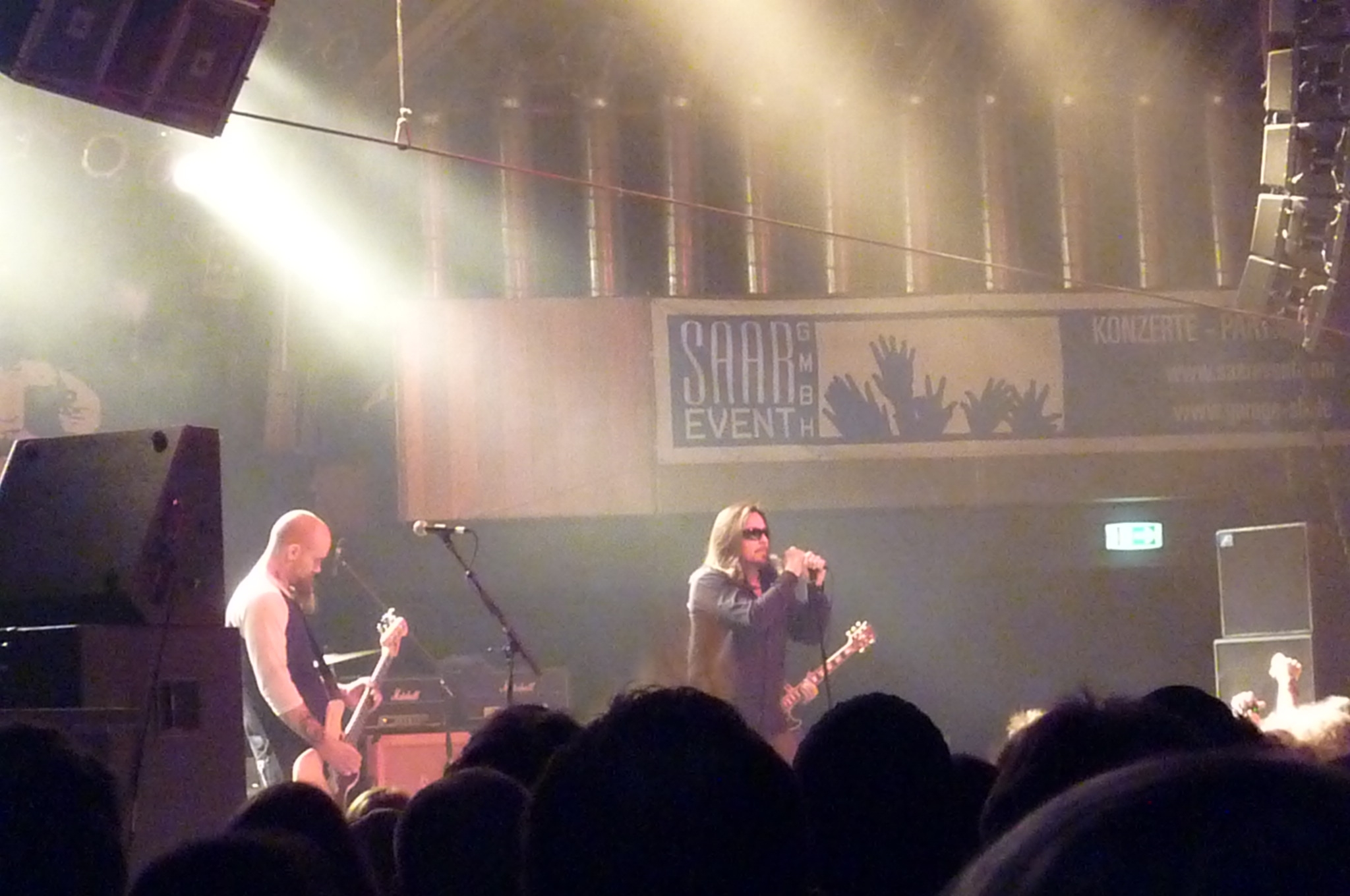
John Garcia mit Kyuss Lives!

- Kyuss: 1989–1995
- Slo Burn: 1996–1997
- Unida: seit 1998
- Hermano: seit 1998
- Vista Chino: seit 2010

## Diskografie
Solo
- 2014: John Garcia (Napalm Records)
- 2017: The Coyote Who Spoke in Tongues (Napalm Records)
- 2019: John Garcia and the Band of Gold (Napalm Records)

Vista Chino
- 2013: Dargona Dragona (Single)
- 2013: Peace (Album)

Kyuss
siehe Abschnitt „Diskografie“ im Artikel Kyuss
Slo Burn
- 1997: Amusing the Amazing

Unida
- 1998: The Best of Wayne-Gro (Split mit Dozer)
- 1999: Coping with the Urban Coyote
- 2001: The Great Divide

Hermano
- 2002: …Only a Suggestion
- 2004: …Dare I Say
- 2005: Live at W2
- 2007: …Into the Exam Room

Sonstiges
- 1996: Queens of the Stone Age/Gamma Ray – „Born to Hula“
- 1999: Supafuzz – „Mr. Policeman“
- 2000: Mondo Generator – Cocaine Rodeo
- 2002: Orange Goblin – Coup De Grace („Made of Rats“), („Jesus Beater“)
- 2003: Gallery of Mites – Bugs on the Bluefish („100 Days“)
- 2003: The Crystal Method – Legion of Boom („Born Too Slow“)
- 2006: Danko Jones – Sleep Is the Enemy („Invisible“)
- 2007: Waxy – Chainsaw Holiday („White Walls“)
- 2008: Danko Jones – Never Too Loud („Forest for the Trees“)
- 2008: Arsenal – Lotuk („Not a Man“), („Diggin' a Hole“)
- 2009: Madcityrockers – Black Celebration („Stronger“)
- 2010: Karma to Burn – Appalachian Incantation („Two Times“) (Limited Edition Bonustrack)
- 2011: Monkey3 – Undercover („Watching You“)
- 2014: Steak – Slab City („Pisser“)
- 2016: Zun – Burial Sunrise  („Nothing Farther“), („All For Nothing“), („All That You Say I Am“)